# Grünkohlessen

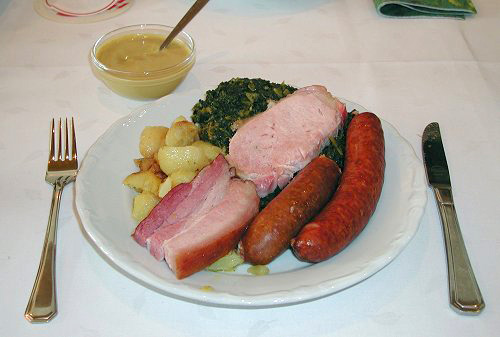
Plato con col verde (protagonista de este plato) con Pinkel, carne cocida diversa, un Kassler y algo Speck. Se puede servir con mostaza.

El denominado Grünkohlessen (que en alemán significa: 'Comida de col verde') se trata de un plato puramente invernal muy popular en la cocina de Baja Sajonia (en especial en Oldenburgo) y en parte de la cocina alemana del norte. Este plato está acompañado de ciertas costumbres sociales y juegos muy típicas de invierno que se denominan por asociación igualmente que el plato. En ciertas partes de Escandinavia es popular ( Grønlangkål, långkål).

## Costumbres en el Norte de Alemania

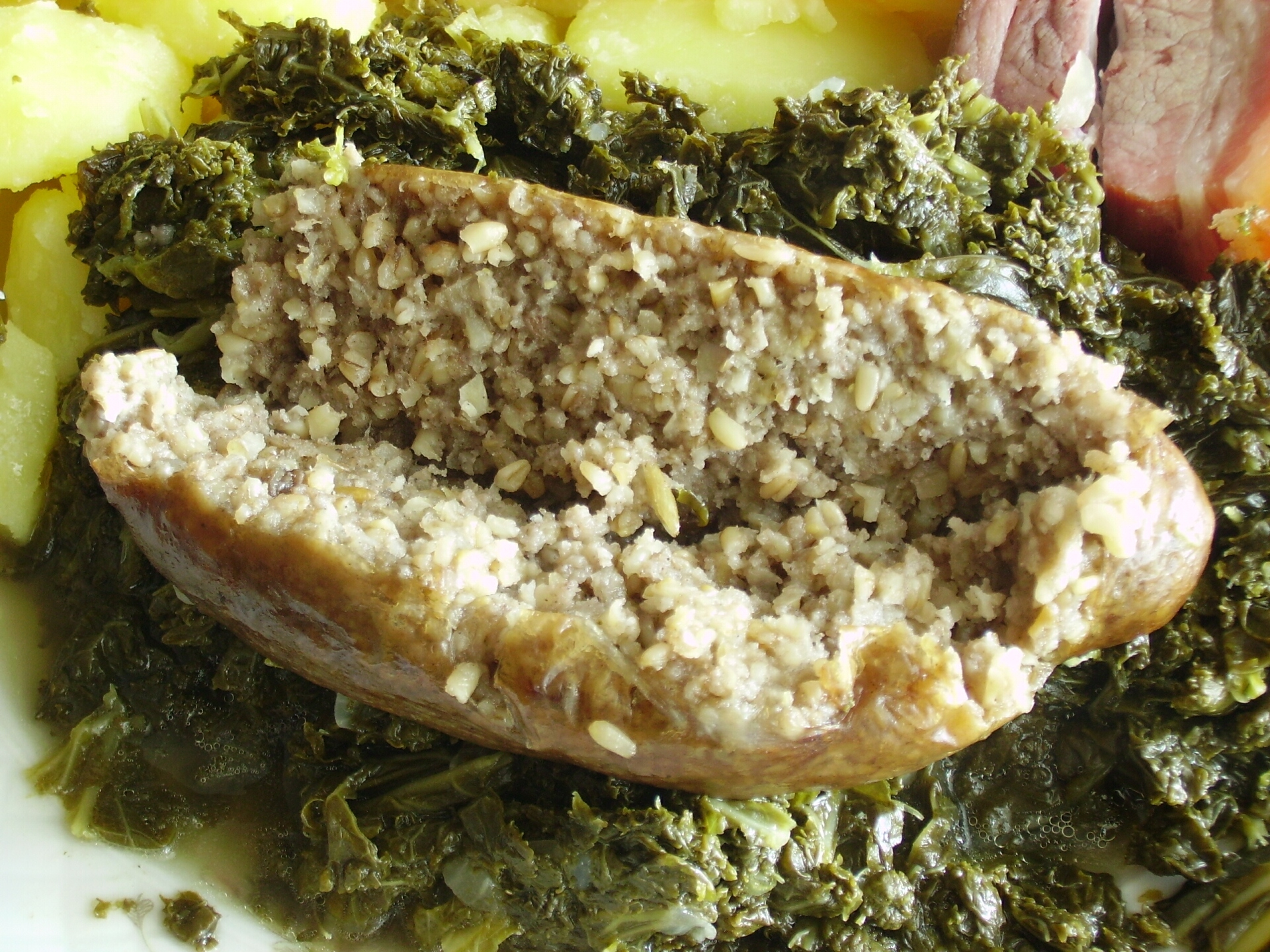
Ejemplo de Grünkohl

El Grünkohl (También denominado en la cocina de Bremen Braunkohl, col parda) es el ingrediente protagonista de este plato lleno de tradición en la zona, esta col se recolecta siempre con algo de hielo (bien sea nieve, o escarcha matutina) sobre sus hojas tupidas, es por esta razón por la que se ve asociada siempre a la nieve y el invierno. Habitualmente la gente se junta en grupos y hacen senderismo (pueden ir también en caballo) por la naturaleza (a esto se le denomina Kohlfahrt o Grünkohlwanderung) y cuando hacen una parada en un pueblo suelen pedir este plato. A menudo durante el paseo se suele jugar al aire libre como el Boßeln. Durante la preparación del plato por los cocineros los asistentes suelen tomar una especie de brandy hecho con trigo: Kornbrand. 
Ya en el restaurante del pueblo (Dorfgasthof) donde se haya hecho la parada, a la hora de comer se suele tomar la col verde acompañada de patatas cocidas, y porciones de carne cocida así como un Kasseler, e incluso unas salchichas como: Bregenwurst, Pinkelwurst o una Kohlwurst. Para acompañar se suele tomar una cerveza alemana del norte (como por ejemplo una JEVER) y/o Kornbrand. Dependiendo del restaurante la comida suele estar acompañada de bailes y música tradicional de la comarca.

## Rey del Grünkohl
Suele ser divertido ya que uno de los objetivos sociales del Grünkohlessen es la elección del denominado Rey del Grünkohl (Kohlkönigs) o de la pareja de reyes. Se elige durante la comida, pero la forma de elegir tiene diferentes formas dependiendo del club al que se pertenezca: se puede elegir entre el ganador de los juegos previos a la comida, o por el que más col verde pueda comer, por el mayor de edad, o el de más peso en la mesa, o el último en acabar con la comida de su plato, etc. El rey del Grünkohl se decora con diferentes atuendos que le distinguen a la hora de comer, se suele poner una corona con la historia del Grünkohlessen, se le decora con unas mandíbulas de cerdo, etc. El rey es el encargado de organizar el siguiente invierno el Grünkohlessen para los miembros del club.